# Auerspitz
Die Auerspitz (auch der Auerspitz) ist ein 1810,5 m ü. NHN hoher Berg im Mangfallgebirge, einem Teil der Bayerischen Voralpen.

## Lage und Gipfelpanorama
Die Auerspitz liegt auf dem Gemeindegebiet von Bayrischzell in Bayern unweit vom Bezirk Kufstein im Bundesland Tirol in Österreich. Den Gipfelausblick im Süden dominiert die schroffe Nordwand des Hinteren Sonnwendjochs. In der Ferne sind zudem der Wilde Kaiser und der Großvenediger erkennbar. Nach Norden hin liegen in unmittelbarer Nähe die Gipfel von Rotwand, Hochmiesing und die der Ruchenköpfe sowie der Soinsee. Nach Osten hin ist ferner der Wendelstein erkennbar.

## Besteigungsmöglichkeiten
Die Auerspitz ist auf verschiedenen Routen als einfache bis mittelschwierige Wanderung zu begehen:
- Ausgangspunkt für zweierlei Aufstiegswege ist der auf der Höhe von 820 m gelegener Wanderparkplatz Beim schweren Gatter drei Kilometer südlich von Bayrischzell an der Verbindungsstraße zur österreichischen Gemeinde  Thiersee gelegen (weiterer Parkplatz gegenüber vorhanden). Eine erste Route,  führt am auf 1040 m Höhe gelegenen Sillberghaus vorbei, das bereits nach einer halben Stunde erreicht ist. Dieses Wegstück ist zugleich das steilste Stück der Route. Das Sillberghaus ist eine privat bewirtschaftete Einkehrmöglichkeit, die ausschließlich an Wochenenden und Feiertagen geöffnet ist, und über 30 Übernachtungsplätze verfügt. Hinter dem Sillberghaus folgt man dem breiten Fahrweg in Richtung Rotwandhaus, wobei der Weg meist über offenes Gelände führt und die Wirthsalm und später die Sandbichleralm passiert. Nördlich des Weges erhebt sich die 1688 m hohe und überwiegend bewaldete Maroldschneid. An der Sandbichleralm endet der Fahrweg und der Weg führt über schmale Bergpfade zunächst durch einen Kessel dann über einen Gratausläufer auf den Gipfel der Auerspitz. Die Gesamtgehzeit beträgt ca. 2¾ Stunden im Auf- und 2¼ Stunden im Abstieg. Diese Route ist nur vom 15. Juni bis 30. November nutzbar, da sie zwischen der verfallenen Niederhoferalm und dem Gipfel der Auerspitz durch ein behördliches Wildschutzgebiet verläuft – es gilt ein Betretungsverbot zwischen 1. Dezember und 14. Juni jeden Jahres. Zudem ist diese Route im Winter häufig lawinengefährdet.
- Ein weiterer Weg führt vom Wanderparkplatz am Sillberghaus vorbei über den sogenannten Bayrischzeller Höhenweg zu den  in 1400 m Höhe gelegenen Soinalmen.[4] Dahinter passiert man den Soinsee und die schroffen Südwände der Ruchenköpfe. Nach insgesamt 2¾ Stunden erreicht man den Gipfel der Auerspitz. Mit Einführung des Wildschutzgebietes Maroldschneid wurde ein alter Steig als Wanderweg reaktiviert, über den diese Route abgekürzt werden kann: Vom Parkplatz wendet man sich direkt nach der Bachbrücke nach rechts und erreicht so auf markiertem Steig auf etwa 1.150 Metern Seehöhe Eingangs des Soingrabens direkt den Fahrweg, der zu den Soinalmen führt. Häufig werden die ersten beiden Routen auch zu einer Rundwanderung verknüpft, wobei die Maroldschneid komplett umrundet wird.
- Des Weiteren lässt sich der Gipfel der Auerspitz in 30 Minuten vom Rotwandhaus aus erreichen, wobei für den Zustieg zum Rotwandhaus vom Spitzingsee ca. 2½ Stunden zu veranschlagen sind.
- Ferner kann die Auerspitz in rund 4 Stunden von Geitau aus erstiegen werden, wobei am Wanderparkplatz am Ortsende gestartet wird via Segelflugplatz und vorbei an der Untersteilenalm sowie der Schellenbergalm und dem Soinsee. Von dort kann man entweder direkt unterhalb der Bergwachthütte vorbei zum Gipfel aufsteigen oder über die Großtiefentalalm und die Kümpfelscharte.